# 角寿司
角寿司（かくずし）とは広島県広島市周辺から広島市を越えた芸北（山県郡及び安芸高田市の一部）及び島根県南西部にかけての地域で作られる郷土料理で、押し抜きずしである。

## 概要
- 地域によって異なるが、大抵の場合、法事や宴会、祭りの時など、客を大勢招くときに出されることが多い。
- 四角い木型に酢飯と具を載せて詰め、押して作る押し寿司の一種である。ただし、大阪寿司のようなものとは見た目もかなり異なる。

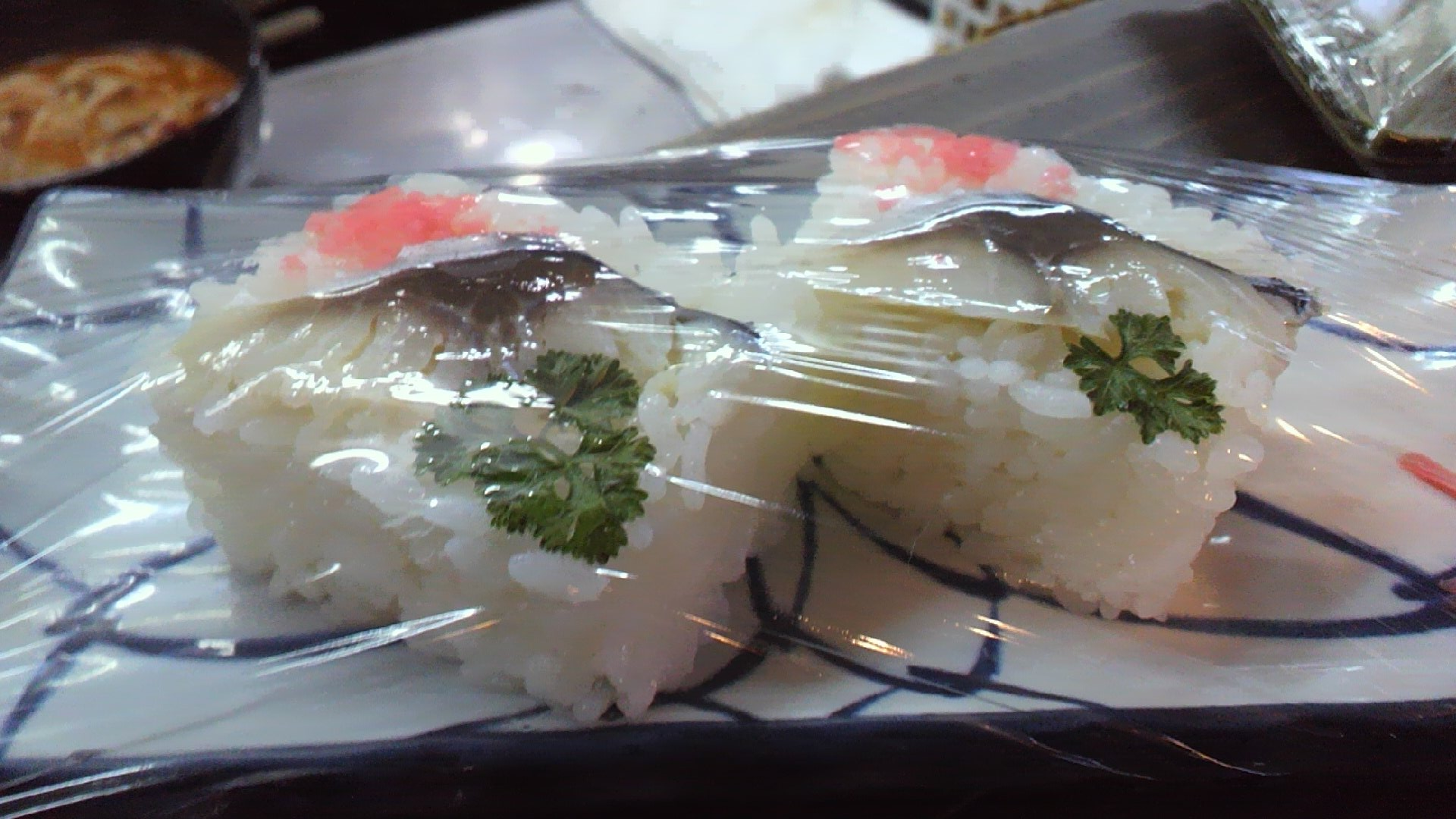
角寿司

## 作り方
- 酢飯は、やや堅めに炊いた飯に、酢、砂糖、塩で合わせ酢を作り、団扇で仰ぎながら切り混ぜる。
- 別途、具には〆鯖、薄焼き卵、椎茸を甘辛く煮付けたものを、だいたい1cm以下の菱形に切っておく。でんぶと山椒の葉（木の芽）、あさりの剥き身を煮たものも載せると、一層彩りが良くなり美味である。
- 木型に酢飯を詰め、先の具を彩り良く載せて、押し出す。

## その他
- 地元の一部のスーパーマーケットでは、自社内で惣菜弁当として角寿司を作って販売している店舗もあり、食料品店でもそこから仕入れて販売している店舗もある。安佐北区や芸北地域出身の人間にとっては馴染み深い料理である。
- うどん店などでも、おにぎり又はいなり寿司と共に販売する店が散見される。